# Jacopo Lombardini
(Jacopo Lombardini, Ultima lettera alla sorella)
Jacopo Lombardini (Gragnana, 13 dicembre 1892 – Mauthausen, 25 aprile 1945) è stato un educatore e predicatore protestante italiano.  Membro della Resistenza durante la seconda guerra mondiale, fu deportato nei campi di concentramento nazifascisti, dove trovò la morte.

## Biografia
Jacopo Lombardini nacque il 13 dicembre 1892 a Gragnana (frazione di Carrara). Crebbe e venne educato in una famiglia di cavatori di marmo, di ideali mazziniani, e nel 1915 si iscrisse al partito repubblicano.
Nonostante le condizioni economicamente precarie della famiglia, riuscì con grandi sacrifici a studiare all'istituto magistrale, superando gli esami di maturità.
Dopo aver partecipato come volontario di guerra al primo conflitto mondiale, dopo il rientro incominciò una collaborazione con il periodico La sveglia repubblicana, mentre stabiliva anche alcuni contatti con ambienti anarchici.
All'avvento del fascismo, Lombardini fu spesso vittima di aggressioni da parte di squadristi, soprattutto nel biennio 1921-1922. Durante il regime fascista gli fu poi impedito di svolgere la professione di insegnante a causa delle sue posizioni politiche: antifascista convinto, venne picchiato, deriso, allontanato da ogni regolare posto di lavoro.
Proprio in quegli anni di crisi personale e professionale, nel luglio 1921 Lombardini scoprì la fede cristiana attraverso la predicazione di un piccolo gruppo evangelico metodista, e divenne egli stesso predicatore volontario. Nel 1923-1924 studiò Teologia presso la Facoltà valdese di Roma. Ritornato in provincia di Massa Carrara, visse impartendo lezioni private e lavorando nella propaganda antifascista.
Trasferitosi a Torino nel 1940 e divenuto membro della Chiesa Evangelica Valdese, fu assunto come educatore nel locale Convitto Valdese.
Nel 1943 aderì al nascente Partito d'Azione e dopo l'Otto settembre divenne un partigiano: benché avesse già 53 anni di età, si sentì in dovere di partecipare alla lotta, insieme ai montanari valdesi e quegli stessi giovani cui aveva pazientemente spiegato per anni la falsità della menzogna fascista. I giovani valdesi e gli altri montanari che militavano nella Resistenza lo accettarono volentieri come compagno di lotta, ed egli assunse l'incarico di commissario politico (con il nome di battaglia di "Professore") e di predicatore evangelico delle formazioni Giustizia e Libertà della Quinta Divisione Alpina "Sergio Toja". Durante i mesi di lotta nelle file della Resistenza, Lombardini non si trovò mai a dovere impugnare le armi.
Il 24 marzo 1944 Lombardini fu catturato insieme ad altri partigiani in seguito ad un rastrellamento in Val Germanasca, compiuto da SS tedesche e fascisti italiani. Condotto nella caserma di Bobbio Pellice, fu sottoposto per più giorni a tortura e brutali pestaggi.
Il 31 marzo fu trasferito alle carceri Nuove di Torino, dove rimase fino all'inizio di maggio, quando fu trasferito al campo di Fossoli. A metà luglio fu inviato al campo di transito di Bolzano, e il 5 agosto fu deportato al Campo di concentramento di Mauthausen-Gusen.
Lombardini resistette otto mesi alle privazioni e ai maltrattamenti, prodigandosi per sostenere materialmente e moralmente i suoi compagni di deportazione. Dopo vari mesi di lavoro forzato, fu ricoverato nell'infermeria del Campo di concentramento di Melk. Ricondotto a Mauthausen, il 24 aprile 1945 fu selezionato per l'eliminazione tramite camera a gas: fu ucciso il giorno successivo, insieme con altri giovani partigiani, alcuni ebrei e altri deportati.
Nel dopoguerra gli fu riconosciuta la medaglia d'argento al valor militare alla memoria, e nel suo paese natale gli fu dedicata una lapide e la locale scuola elementare venne intitolata al suo nome.

## La possibile omosessualità di Lombardini
Nel 1923 Lombardini partì per Roma, diventò ospite del pensionato evangelico e si iscrisse alla Facoltà valdese di teologia.
Pur avendo ricevuto, in quel biennio 1923-1924, attestazioni di ottimo profitto, interruppe gli studi e fece ritorno in Toscana. Nella relazione del Consiglio di Facoltà del settembre 1924 si legge che Lombardini si era ritirato dal corso «per motivi diversi». In realtà, l'esperienza romana fu per Lombardini così devastante che egli tentò persino il suicidio gettandosi nel Tevere.
(S. Mastrogiovanni)
A proposito del brano qui riportato, il pastore valdese Gregorio Plescan ha affermato: 
(Agenzia di stampa Adista, num. 78, 8 novembre 2008)
Sebbene l'orientamento sessuale di Lombardini resti non documentato, e probabilmente non documentabile, è possibile ipotizzare che esso fu la causa per la quale egli era stato allontanato dalla Facoltà di teologia, anche e soprattutto perché si voleva evitare che poi chiedesse di essere istituito pastore (quando era chiamato a predicare durante i culti, Lombardini lo faceva con grande passione ed era anche molto apprezzato: molto probabilmente, quindi, già dimostrava le qualità per essere scelto come pastore, e dopo che avesse conseguito una laurea in teologia era più che plausibile che avrebbe chiesto di essere istituito in questo ministero).
Jacopo Lombardini rimase celibe per tutta la vita.

## Il centro culturale "Jacopo Lombardini" di Cinisello Balsamo
Jacopo Lombardini fu un cristiano che tentava di vivere la propria fede in modo coerente, attraverso un impegno pieno nella realtà umana, sociale e politica. Il fascismo non gli aveva permesso di insegnare nelle scuole di Stato, ma egli fu comunque un "maestro" per i giovani che ebbe modo di seguire prima in Toscana e poi in Piemonte. Perciò il suo nome venne ripreso nel 1968 da un gruppo di intellettuali e di tecnici milanesi per lo più provenienti dalle chiese valdese e battista, i quali desideravano esprimere concretamente la loro solidarietà con la classe lavoratrice attraverso l'insegnamento e la partecipazione, l'antifascismo e la passione politica, la predicazione cristiana e la testimonianza civile.
Per questo motivo venne fondato a Cinisello Balsamo il Centro Jacopo Lombardini, dapprima in forma di "comune" (convivenza organizzata su basi collettivistiche), poi come centro promotore di attività educative e culturali, in prima linea a fianco degli immigrati che si stabilivano nella periferia milanese, provenienti dapprima dall'Italia meridionale e negli anni successivi da Paesi extra-europei.
Nel 2006 la città di Cinisello Balsamo ha conferito l'onorificenza della "Spiga d'oro" al centro culturale Lombardini.

### Raccolta di poesie di Lombardini
- Jacopo Lombardini, Il Libro delle Benedizioni, Firenze, Tip. Mattioli, 1930.

### Studi
- Mario Avagliano, Marco Palmieri, Voci dai lager : Diari e lettere di deportati politici italiani 1943-1945, Torino, Einaudi, 2012,  p. 211.
- Bianca Ceva, Cinque anni di storia italiana : 1940-1945, Milano, Edizioni di Comunità, 1964,  pp. 242-ss.
- Mimmo Franzinelli (a cura di), Ultime lettere dei condannati a morte e di deportati della Resistenza : 1943-1945, Milano, Mondadori, 2005,  pp. 334-335.
- Salvatore Mastrogiovanni, Un protestante nella Resistenza : Jacopo Lombardini, Torino, Claudiana, 1985.
- Lorenzo Tibaldo, Il viandante della libertà : Jacopo Lombardini (1892-1945), Torino, Claudiana, 2011.